# Condensador síncrono

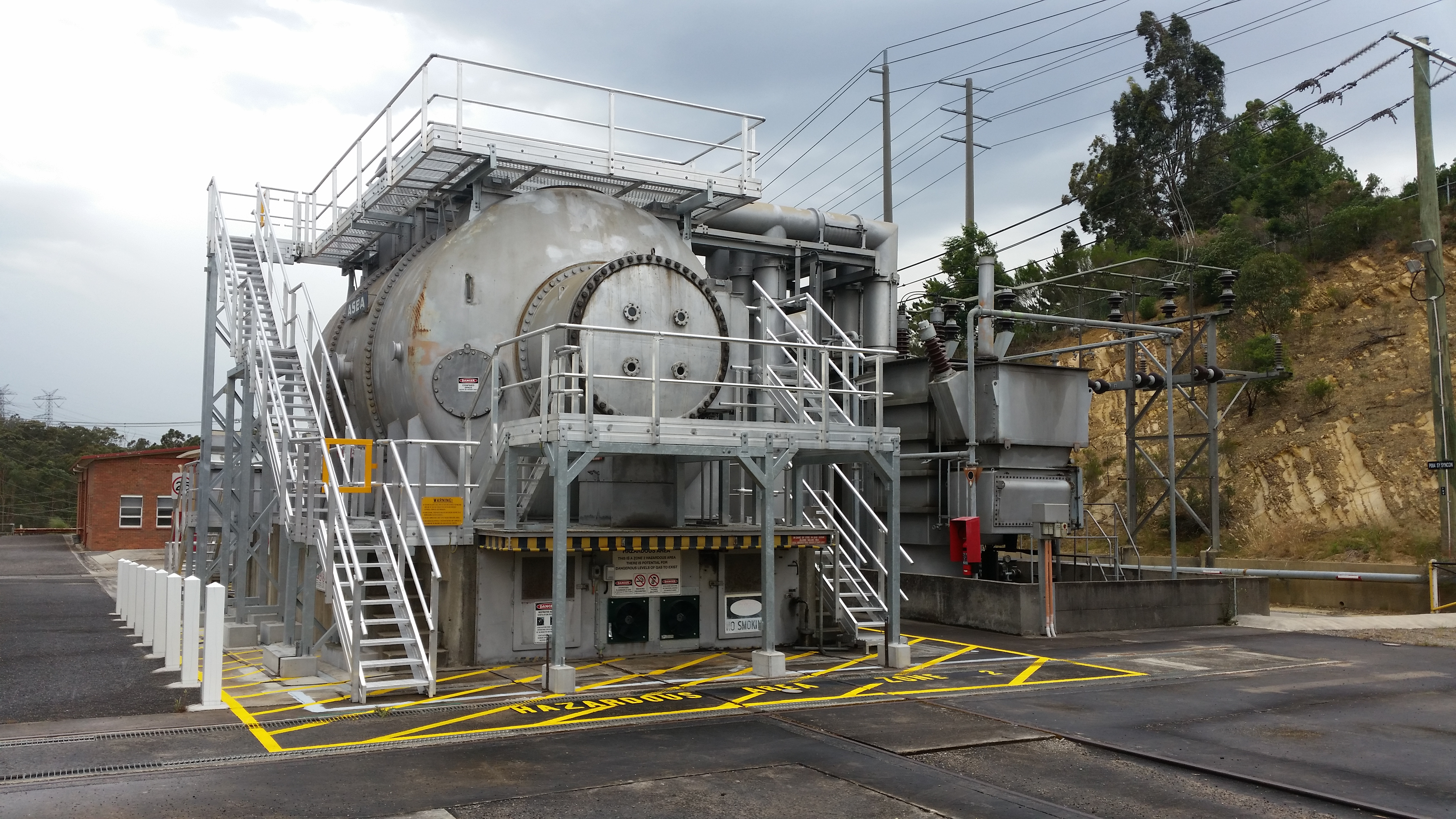
Condensador síncrono na estação de Templestowe, Meuborne Victoria, Austrália. Construído pela ASEA em 1966, a unidade é refrigerada por hidrogênio e possui capacidade de 125.000 KVAr

Em eletricidade, um condensador síncrono (é um dispositivo idêntico a um motor síncrono, cujo eixo não está conectado a nenhuma carga, mas gira livremente. Sua utilidade não é converter energia elétrica para energia mecânica ou vice-versa, mas ajustar condições do sistema elétrico de transmissão. Seu campo é controlado por um regulador de tensão para tanto gerar ou absorver potência reativa quanto para ajustar a tensão da rede, ou melhorar o fator de potência. A instalação e operação do condensador síncrono são idênticas às de grandes motores elétricos e geradores.
Aumentando a excitação de campo resulta a criação de potência reativa ao sistema. Sua principal vantagem é facilidade com que a correção pode ser ajustada. A energia cinética armazenada no rotor da maquina ajuda a estabilizar o sistema durante curtos-circuitos, ou rápidas flutuações na carga, como os causados por fornos de arco elétrico. Grandes instalações de condensadores síncronos são as vezes usadas em associação com estações conversoras de CC para fornecer potência reativa para a rede.
Ao contrário de um banco de capacitores, a quantidade de potência reativa de um condensador síncrono pode ser continuamente ajustada. A potência reativa de um banco de capacitor decai quando a tensão da rede cai, enquanto um condensador síncrono pode aumentar a corrente enquanto a tensão cai. Entretanto, máquinas síncronas possuem mais perdas do que um banco de capacitor. A maioria dos condensadores síncronos conectados à rede elétrica têm capacidades na faixa entre 20 MVAr e 200 MVAr e muitos são resfriados com hidrogênio. Não há risco de explosão pois a concentração de hidrogênio é mantida acima de 70%, tipicamente acima de 91%.

## Teoria

Curva v para uma máquina síncrona. Um condensador síncrono opera perto da potência real zero.

Uma bobina girando num campo magnético tende a produzir tensão senoidal. Quando conectada a um circuito, uma corrente elétrica fluirá dependendo de como a tensão do sistema é diferente da tensão de circuito aberto. Note que o torque mecânico corresponde somente à potência real. Potência reativa não resulta em nenhum torque.
A medida que a potência mecânica de um motor síncrono aumenta, a corrente do estator irá aumentar independentemente da corrente de campo. Para ambos os motores sobre excitados e subexcitados, o fator de potência tende a se aproximar de 1 com o aumento da carga mecânica.
A fase da corrente de armadura varia com a excitação de campo. A corrente possui grandes valores para baixos e altos valores de excitação. A corrente de campo possui um mínimo valor correspondente para a própria excitação (veja o gráfico). As variações de excitação são conhecidas como curva V devido ao seu formato.
Para a mesma carga mecânica, a corrente de armadura varia com a excitação de campo numa extensa faixa, e faz com que o fator de potência também varie. Quando sobre excitado, o motor gira com fator de potência capacitivo e quando subexcitado com um fator de potência atrasado. A corrente de armadura mínima corresponde ao ponto de fator de potência unitário (tensão e corrente em fase).

## Aplicação
Um motor síncrono sobre excitado possui fator de potência capacitivo. Isso o torna útil para correção de fator de potência de cargas industriais. Tanto transformadores como motores de indução requerem correntes magnetizantes da linha. O aumento da corrente causada pela potência reativa cria perdas adicionais ao sistema elétrico. Numa planta industrial, motores síncronos podem ser usados para fornecer parte da potência reativa requerida pelo motor de indução. Isso aumenta o fator de potência e reduz a corrente reativa requerida da rede
Em sistemas elétricos de potência, condensadores síncronos podem ser usados para controlar a tensão ao longo de linhas de transmissão, especialmente para linhas com alta reatância capacitiva.